# Leo Kirch
Leo Kirch (Volkach, 21 de octubre de 1926 - Múnich, 14 de julio de 2011) fue un empresario alemán relacionado con medios de comunicación. Fue administrador único del conglomerado audiovisual Kirch-Gruppe, a través del cual gestionaba derechos audiovisuales de competiciones deportivas, cine, televisión en abierto y televisión por satélite hasta su bancarrota en 2002.  

## Biografía
Leo Kirch nació en Volkach (Baviera, Alemania) en 1926, en el seno de una familia vitivinícola, y pasó toda su infancia en Wurzburgo. Durante la Segunda Guerra Mundial fue destinado al batallón antiaéreo alemán y se vio involucrado en la defensa de varias ciudades bávaras que estaban siendo bombardeadas por las fuerzas aliadas. Al término del conflicto retomó los estudios; en 1950 dejó la carrera de Matemáticas en la Universidad de Wurzburgo y en 1952 se graduó en Administración y Dirección de Empresas por la Universidad de Múnich.
En el plano personal, estuvo casado desde 1956 con Ruth Kirch Wiegand y tuvo un hijo, Thomas Kirch, que también hizo carrera en los medios de comunicación. De carácter introvertido, rara vez se dejaba ver en sitios públicos y desde la quiebra del Grupo Kirch hay pocas imágenes con su rostro. En los últimos años de su vida sufrió una diabetes que le provocó ceguera parcial y la amputación del pie izquierdo. Falleció el 14 de julio de 2011 en Múnich, a los 84 años.

## Trayectoria profesional
Kirch gestó su fortuna a través de una distribuidora de cine que él mismo había fundado con dinero aportado por sus suegros. A finales de los años 1950 viajó a Italia para adquirir los derechos de La strada de Federico Fellini, con un contrato de exclusividad en el mercado alemán, y los beneficios obtenidos le permitieron ampliar su catálogo con títulos estadounidenses y europeos. En 1963 llegó a un acuerdo exclusivo con ZDF, la televisión pública federal, que mantuvo hasta la irrupción de la televisión privada en Alemania Federal.
A lo largo de los años 1980, Kirch invirtió gran parte de su capital en los medios de comunicación. En 1984 puso en marcha un canal privado de televisión por satélite, Sat.1, nutrido con el catálogo del grupo. Un año más tarde se hizo con el 10% de las acciones del grupo Axel Springer, editor de los diarios Bild y Die Welt. Y en 1988 ayudó a su hijo Thomas Kirch en la creación de otro canal de televisión en abierto, ProSieben. La apuesta se culminó en 1991 con el lanzamiento de la primera plataforma de televisión de pago, Premiere (actual Sky Deutschland), en colaboración con Bertelsmann y Canal+.
Debido a que la televisión comercial en Alemania se centraba en la televisión abierta por satélite, el modelo de pago no cuajó al principio entre los espectadores. Por ello Kirch se hizo con la exclusividad de eventos deportivos muy por encima del precio real de mercado. En 1996, coincidiendo con el lanzamiento de su propia plataforma DF1, pagó 1900 millones de euros por los derechos de retransmisión de la Copa Mundial de 2002 y 2006, una cifra muy superior a los 138 millones que se habían pagado por el Mundial de 1998. Además desembolsó 1600 millones por la Fórmula 1 y 1.540 millones por la Bundesliga durante cuatro temporadas. Ante los primeros indicios que advertían una posible quiebra del grupo, en 1999 impulsó la fusión de DF1 con Premiere y en el 2000 unificó todas sus inversiones en un conglomerado mediático, ProSiebenSat.1 Media.
La caída de abonados a la televisión de pago hizo que Kirch entrase en números rojos, al no poder recuperar nunca el dinero que había invertido. El 8 de abril de 2002 se produjo la quiebra definitiva de Kirch-Gruppe con una deuda superior a los 6500 millones de euros. Un mes después, Leo Kirch reclamó 3500 millones a Deutsche Bank por creer que el entonces director de la entidad Rolf Breuer había forzado esa quiebra, al dudar públicamente sobre la solvencia del grupo, pero fue desestimada por la justicia.
Leo Kirch mantuvo amistad durante décadas con Helmut Kohl, canciller de Alemania desde 1982 hasta 1998. A lo largo de su vida fue un destacado donante de la Unión Demócrata Cristiana de Alemania (CDU): en 1999, tras el estallido de un caso de corrupción en el seno de la CDU, se desveló que Kirch había realizado numerosas donaciones al partido que no habían sido declaradas.